# Zalău
Zalău (Zilah em húngaro, alemão Zillenmarkt) é um município e uma cidade na Transilvânia, na Romênia, capital do județ (distrito) de Sălaj. A cidade tinha 56 202 habitantes em 2011.

## População
| 1912 | 1930 | 1948  | 1956  | 1966  | 1977  | 1992  | 2002  | 2011  |
| 8062 | 8340 | 11652 | 13378 | 15144 | 32073 | 68404 | 62927 | 56202 |

## Geografia
A cidade de Zalău está localizada no centro do Județ (distrito) Sălaj, no noroeste da Romênia, próxima aos montes Meseș. O município inclui a cidade de Zalău com (63 547 habitantes em 2002) e a vila de Stava (380 habitantes em 2002).
Zalău está localizada 668 km a noroeste de Bucareste, capital romena, e a 103 km da fronteira húngara.
Outras cidades próximas:
Cluj-Napoca, 86 km ao sul
Baia Mare, 108 km ao nordeste
Satu Mare, 119 km ao norte
Oradea, 117 km a oeste